# Балетич, Марко
Марко Балетич (серб. Марко Балетић / Marko Baletić; 21 октября 1917, Брочанац — 13 июня 1943, Тьентиште) — югославский военный врач, участник Народно-освободительной войны Югославии, Народный герой Югославии.

## Биография
Окончил среднюю школу города Никшич, учился на медицинском факультете Белградского университета. Состоял в рабочем молодёжном движении. В мае 1941 года бежал в родное село, вступил в Коммунистическую партию и записался добровольцем в партизанский отряд. Является одним из первых организаторов партизанского подполья в своём крае.
В боях Марко проявлял необыкновенное мужество: в звании политрука роты отважно сражался в Герцеговине против войск усташей близ Кулы-Фазлагич, главной цитадели усташских войск в Герцеговине. После возвращения из Герцеговины отметился нападением на итальянский гарнизон в Грахове, командовал штурмовым отрядом легендарный Сава Ковачевич. После успешного штурма города Сава выразил отдельную благодарность Балетичу за проявленный героизм.
Вскоре Марко снова вернулся в Герцеговину, где служил политруком группы черногорских и герцеговинских батальонов. Он бесстрашно боролся против сил чётников, участвовал в ликвидации усташских сил близ Бораца и в самых разнообразных сражениях против немцев. Лично участвовал в захвате в плен командиров чётников Тодоровича и Вируича. Помимо храбрости, часто Марко проявлял скромность, стараясь не привлекать внимания к себе. Смело вёл в бой свои войска, что неоднократно отмечал штаб НОАЮ. Был командиром 1-го батальона 5-й черногорской пролетарской ударной бригады, участвуя в сражениях в Боснии.
В 1943 году Марко сражался близ Фоче и при Зарбде (около Сараево). В Фоче лично возглавил вывод войск из немецко-хорватского окружения, успешно эвакуировав всех раненых без исключения и спася свои войска в безнадёжной ситуации; подобные решения принимал неоднократно, и ему всегда удавалось добиться успеха. Вскоре Штаб 5-й бригады назначил его главным врачом бригады. Ежедневно Марко проявлял огромную смелость, эвакуируя раненых и борясь с эпидемией тифа, за что его неоднократно благодарило командование.
Погиб 13 июня 1943, прорываясь сквозь кольцо окружения во время битвы на Сутьеске. Умер спустя несколько минут после гибели Савы Ковачевича. 10 июля 1953 посмертно награждён Орденом Народного героя и званием Народного героя Югославии.